# 约翰·巴格利
约翰·爱德华·巴格利（英語：John Edward Bagley，1960年4月23日—），美国NBA联盟前职业篮球运动员。他在1982年的NBA选秀中第1轮第12顺位被克里夫兰骑士选中。